# Kurilszki járás

A Kurilszki járás a Szahalini területen

A Kurilszki járás (oroszul Курильский городской округ) Oroszország egyik járása a Szahalini területen. Székhelye Kurilszk.

## Népesség
- 1989-ben 10 498 lakosa volt.
- 2002-ben 7 108 lakosa volt.
- 2010-ben 7 359 lakosa volt.